# Aeroportul Apalapsili
Aeroportul Apalapsili (IATA: AAS) este un aeroport din Papua⁠(d), Indonezia.
Situat la o altitudine de 1.825 m, aeroportul dispune de o singură pistă.